# 美麗月蝶魚
美麗月蝶魚，俗称貝魯士神仙、胜利女神，為輻鰭魚綱鱸形目鱸亞目蓋刺魚科的其中一個種。

## 分布
本魚分布於太平洋區，包括可可群島、庫克群島、印尼、菲律賓、馬紹爾群島、關島、密克羅尼西亞、法屬波里尼西亞、東加等海域。

## 深度
水深50至100公尺。

## 特徵
本魚體側扁，略呈橢圓形，幼魚與雌魚有寬的黑色條紋。雄魚有二條橘色的條紋，分別在一側面中央地與另一個整個背部。背鰭硬棘15枚；背鰭軟條15至16枚；臀鰭硬棘3枚；臀鰭軟條16至17枚，體長可達18公分。

## 生態
本魚棲息於外海礁石區，成小群出現，屬肉食性，以浮游動物為食。

## 經濟利用
為觀賞性魚類。